# لانگ برنچ، شهرستان پانولا، تگزاس
لانگ برنچ (به انگلیسی: Long Branch) یک منطقهٔ مسکونی در ایالات متحده آمریکا است که در شهرستان پانولا، تگزاس واقع شده‌است. لانگ برنچ ۱۱۳٫۰۸ متر بالاتر از سطح دریا واقع شده‌است.